# Олмстид, Эван
Эван Олмстид (англ. Evan Olmstead, родился 21 февраля 1991 в Норт-Ванкувере) — канадский регбист, играющий на позициях фланкера и лока, ныне выступает за французский клуб «Ажен».

## Биография
Эван родился в Канаде, в Норт-Ванкувере. Его двоюродный дед — Берт Олмстид, уроженец Саскачевана, профессиональный хоккеист, выступавший за клубы НХЛ «Чикаго Блэкхоукс», «Монреаль Канадиенс» и «Торонто Мейпл Лифс» и внесённый в Зал хоккейной славы. Отец — Джон Олмстид, регбист и хоккеист; известный по выступлениям за клуб «Капилано» (именем отца назван ежегодно разыгрываемый кубок между «Капилано» и сборной университета Британской Колумбии). В 1994 году семья Эвана переехала в Австралию, где он вырос и научился играть в регби. По словам самого Эвана, он узнал о славе своего двоюродного деда от друзей отца.
Эван выступал за различные клубы Сиднея и соревновался в турнирах Нового Южного Уэльса, в том числе за клуб «Параматта Ту Блюз». Выступал также за команду «Прейри Вулф Пэк» в чемпионате Канады, с которой выиграл национальное первенство и стал незаменимым на позиции лока. В 2015 году в составе сборной Канады сыграл на чемпионате мира и привлёк к себе внимание европейских клубов. В 2016 году после серии выступлений в Австралии перешёл в английский «Лондон Скоттиш», в сезоне 2016/2017 стал игроком английского клуба «Ньюкасл Фэлконс».
В сезоне 2017/2018 его не заявили в еврокубки, а первую часть чемпионата Англии не ставили в основной состав, отдавая предпочтение английским игрокам. В феврале 2018 года он вернулся в основной состав, а клуб занял 4-е место в чемпионате Англии, однако по окончании сезона Олмстид покинул «Ньюкасл». Одной из причин выпадения из состава Олмстид называл травму, полученную перед началом сезона 2017/2018. В июне 2018 года перешёл в «Окленд», играющий в кубке новозеландских провинций Mitre 10; в том же году начались переговоры Олмстида о возможном переходе в «Блюз» в 2019 году, однако руководство настояло на том, чтобы Олмстид сначала проявил себя в Mitre 10.

## Стиль игры
Олстид отличается мощными физическими параметрами и силовым стилем игры. По собственному признанию, он овладел основными навыками схваток, молов и коридоров за время выступлений в чемпионате Англии; также в одном из матчей за «Окленд» он участвовал в пяти коридорах. По оценке регбистов и регбийных тренеров, способен играть все 80 минут, отличается отличной игрой в обороне и нередко ассистирует при занесении попыток.